# Арсенальная галерея
Арсенальная (Оружейная) галерея или Ружейный Арсенал — одна из галерей Большого Гатчинского дворца в Гатчине.
Арсенальная галерея располагалась в Церковном полуциркуле Гатчинского дворца и была обращена окнами в сторону парадного плаца.
Коллекция оружия возникла ещё во времена, когда дворец принадлежал Григорию Орлову. Как и многие вельможи его времени, Орлов приобретал различные редкости, а также охотничье оружие и принадлежности для охоты. В его коллекции были рогатины, капканы, дорогая сбруя, рога. Орлову принадлежали такие раритеты как кости ископаемых животных, чучела заморских птиц, магнит-гигант, деревянная модель однопролётного моста через Неву, изготовленная Кулибиным. Арсенальное каре было построено с целью хранения этих богатств и раритетов. Коллекция Орлова пополнялась и новым оружием. Как генерал-фельдцейхмейстеру, ему доставляли первые образцы новых типов ручного огнестрельного оружия. Коллекция продолжала пополняться в конце XVIII и начале XIX века за счет приобретений царской семьи, трофеев русско-турецких войн. Представленные в галерее образцы оружия были изделиями лучших оружейных мастерских Европы XVI—XVIII веков. Среди них были и многочисленные новинки и изобретения в области огнестрельного оружия. Однако мысль о создании своеобразного музея старинного оружия во дворце возникла только в 1820-х годах.
В 1823 году под Арсенальную галерею было переделано помещение Малиновой галереи, которая находилась в Церковном полуциркуле до этого. Галерею создал Бренна в конце 90-х годов XVIII века, когда закрыл ринальдиевскую аркаду. Своё название — Малиновая — галерея получила из-за цвета стен, которые были затянуты малиновым штофом с оранжево-золотистыми букетами. Яркий свет, падающий в помещение галереи через восемь окон и дверной проем балкона, умножали большие зеркала в золоченых рамах, которые висели на стенах галереи. Когда Малиновую галерею переделывали под Арсенальную, штоф был снят, а стены облицованы деревом для размещения оружия.
Главным в устройстве Арсенала был художественный эффект. В размещении оружия не было хронологического порядка, не было также и разделения его и по признаку происхождения: восточное оружие было смешано с европейским. Отдельные красивые и редкие образцы старинного оружия или группы их использовались как элементы декора галереи.
Здесь орнаменты ружейных замков и прикладов сверкали серебром, горели цветным золотом, переливались перламутром, а на восточном оружии алели кораллы. Особую группу составляли несколько восточных ружей, богато украшенных гранатами, алмазами и изумрудами.
В Арсенале было представлено и оружие наших тульских мастеров, украшенное по вороненому металлу кружевным орнаментом из червонного золота. Иногда инкрустацией и гравировкой изображали целые охотничьи сцены.
В середине стены напротив окон между двумя шкафами, в которых хранились формы гатчинских полков, из пистолетов была выложена монограмма Павла I под короной, а ниже — подобие лаврового венка. В центре групп находились щитки в пороховыми мерками и ключами для «колесных» ружей XVI и XVII веков. По сторонам шкафов из кирас были составлены «колонки», завершенные кавалергардскими касками. Справа и слева от них симметрично были расположены по пять «солнц» или «хризантем». В середине этих композиций находился небольшой щит, а лучи и лепестки были составлены из перекрещивающихся ружей и пистолетов. Пистолеты были прикреплены под углом 45° и создавали впечатление узорной панели. Между окнами размещались перекрещённые ружья.
Собрание оружия Гатчинского дворца было полностью эвакуировано в 1941 году. После пожара во дворце помещение не было восстановлено.
В настоящее время часть коллекции оружия экспонируется в неотреставрированных помещениях Оружейной галереи.